# Trịnh Hữu Châu
Trịnh Hữu Châu (tên tiếng Anh: Eugene Trinh; sinh năm 1950 ở Sài Gòn, Quốc Gia Việt Nam) là nhà vật lý thiên văn. Là người tham gia vào chuyến bay STS-50 của NASA, ông trở thành người Mỹ gốc Việt đầu tiên bay vào vũ trụ vào ngày 25 tháng 6 năm 1992, và là người Việt Nam thứ 2 (sau Phạm Tuân) bay vào vũ trụ. Ông ở ngoài vũ trụ 13 ngày 19 giờ 30 phút.

## Tiểu sử
Eugene Trinh sinh ngày 14 tháng 9 năm 1950 tại Sài Gòn trong một gia đình. Gia đình ông chuyển qua sống ở Paris, Pháp khi năm ông 2 tuổi. Ông là con trai út trong gia đình kỹ sư Trịnh Ngọc Sang. Từ năm 1968, ông sang định cư tại Mỹ.
Ông tốt nghiệp Đại học Columbia năm 1972, rồi sau đó nhận học bổng và hoàn thành luận án thạc sĩ vật lý và triết học trong hai năm 1974 và 1975. Hai năm sau (1977), ông tiếp tục nhận bằng tiến sĩ vật lý ứng dụng ở Đại học Yale.
Năm 1979, ông được nhận vào làm việc tại NASA tại phòng thí nghiệm về sức đẩy phản lực. Hiện tại, ông đang làm giám đốc bộ phận khoa học tự nhiên tại trụ sở của NASA ở thủ đô Washington, D.C..

## Phi vụ STS-50

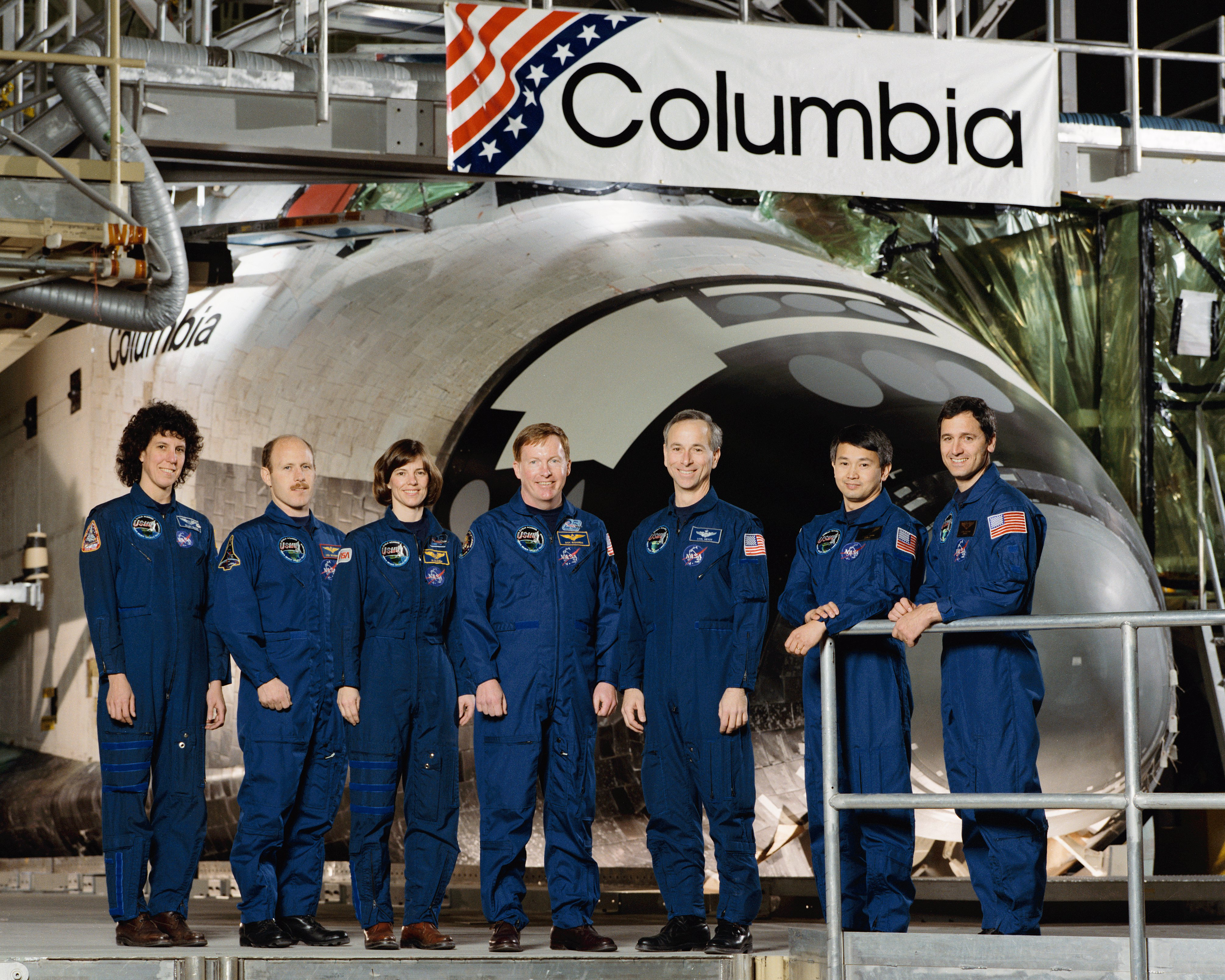
Trịnh Hữu Châu, người thứ hai từ bên phải trong đội hình STS-50, ngày 24/1/1992

Cùng với phi hành đoàn tàu Columbia STS-50, ông đã tiến hành các thí nghiệm về động lực học chất lỏng, kỹ thuật điều khiển chất lỏng trong điều kiện không bình chứa ở trên quỹ đạo trong thời gian gần 14 ngày (từ cuối tháng 6 đến đầu tháng 7 năm 1992).